# حکایتان
حکایتان مجموعه نیمه افسانه‌ای از ۱۱ حکایت به زبان فارسی و الفبای گورموکی (همراه با چند کلمه از گویش ماجهی) است، که تألیف آن از نظر تاریخی و سنتی به گورو گوبیند سینگ منسوب می‌شود. این آخرین بخش از کتاب مقدس دوم سیک‌ها، داسام گرانت، است و اعتقاد بر این است که به ظفرنامه - نامه گوبیند سینگ به اورنگ زیب ضمیمه شده‌است.

## تألیف و ارتباط با ظفرنما
طبق منابع تاریخی دست‌اول سیک‌ها، پارچی پاتشاهی داسوین (سواداس، 1741) و گوربیلاس پاتشاهی ۱۰ (کویر سینگ، ۱۷۵۱)، حکایات توسط گورو گوبیند سینگ در دینا کنگر، پنجاب تألیف شد و بخشی از ظفرنامه است که به همراه آن به دربار گورکانیان ارسال شد. کوئر سینگ معتقد است که گورو گوبیند سینگ ۱۲ حکایت را در ظفرنامه گنجانده بود. در سخی ۱۳، سواداس اشاره کرد که گورو گوبیند سینگ افسانه‌های بسیاری از پادشاهان را نوشت و همچنین تاریخش را در ظفرنامه ذکر کرد.
دیدگاه تاریخی و سنتی این است که تمام حکایات توسط خود گورو گوبیند سینگ ساخته شده‌است تا اورنگ زیب به حماقت خود در شکستن سوگندش به قرآن پی ببرد، توانایی تصمیم‌گیری خود را بر اساس واقعیات بهبود بخشد و فعالیت بخش‌های مختلف دولتش را بررسی کند. بسیاری از این داستان‌ها در واقع ترجمه فارسی روایات در چریتروپاخیان است.
برخی از محققین امروزی مدعی هستند که حکایات جزء ظفرنامه نبود، زیرا از نظر آنها این داستانها هیچ ارتباطی با حرف‌های گفته شده در نامه ندارد و توسط شاعران دربار نوشته شده‌است.
این حکایات در اصل به خط فارسی-عربی نوشته شده بودند ولی امروزه آن‌ها را به گورمکهی می‌نویسند تا برای پیروان سیک قابل خوانش باشد.

## داستان‌ها
به گفته هاربنز سینگ، ژانر داستان‌ها «از داستان‌های عاشقانه و جوانمردانه تا خارق‌العاده و ترسناک را شامل می‌شود» و برای ذائقه مخاطبان هندی قرون میانی نوشته شده‌اند. همه داستان‌ها با یک عدد شروع می‌شوند، اما این ترتیب زمانی از داستان دوم شروع شده و پژوهشگران را به این فکر سوق می‌دهد که داستان اول شاید چیز دیگری بوده یا از بین رفته‌است. در زیر داستان‌ها و شرح مختصری از حکایات (از جمله ظفرنامه به عنوان اولین حکایت) فهرست شده‌است:
1. داستان گورو گوبیند سینگ و امپراتور اورنگ زیب: زندگی‌نامه گورو گوبیند سینگ که شامل جنبه‌های فلسفی، سیاسی و طنز است. بیشتر به نام ظفرنامه معروف است. برخی دیگر از محققان چهار بیت اول حکایت دوم را نخستین حکایت در نظر می‌گیند که در آن‌ها به سانسکریت و براج، خداوند ستایش می‌شود.[۱۱]
2. داستان پادشاه دیلیپ و چهار پسرش: داستان شامل چهار پسر یک راجا می‌شود که به سه نفر از آنها دارایی فراوانی داده شد اما آن را هدر دادند، اما به پسر کوچکتر دانه ای هدیه داده شد که آن را کاشت و توانست خوراک خود را برداشت کند تا این که به کمک همین بذر، شهری بزرگ ساخت.[۱۱] گورو گوبیند سینگ چهار پسر خود را از دست داده بود و حکایت می‌تواند اشاره مستقیمی به این واقعه کند.[نیازمند منبع] این داستان همچنین ممکن است کنایه به خانواده امپراتوری گورکانی و درگیری میان اورنگ زیب و برادرانش باشد.[۱۱]
3. داستان امپراتور چین: تبیین ویژگی‌های یک حاکم کامل، با جنبه‌های سیاسی و فلسفی است.[ نیازمند منبع ]
4. داستان پادشاه صبحات سینگ و باچیتارماتی: چگونه زنان با مردان برابر هستند و چگونه یک ملکه مناطقی از راجستان تا لهستان را فتح کرد[ نیاز به منبع ] داستان شامل یک رانی بی‌هراس است که راجا صُبحات سینگ را در نبرد شکست می‌دهد تا با او ازدواج کند.[۱۱]
5. داستان پادشاه سبال سینگ
6. داستان شاه چاکراواتی و دختر قاضی
7. داستان شاه داراب و ملکه روم
8. داستان شاهزاده خانم بیلیستان
9. داستان پادشاه فرانسه و همسرش
10. داستان شاه مایندرا و دختر مشاور
11. داستان شیر شاه و دختر سرمایه‌دار
12. داستان پاتان رحیم خان و همسرش: این یک داستان آدمخوارانه است که شامل یک زن زناکار پاتان می‌شود که بقایای معشوقش را خورش می‌کند تا به شوهرش و دوستانش غذا بدهد. [۱۱] زن از شوهرش می‌ترسید و این کار را برای جلب رضایت او انجام می‌داد. [۱۱]